# Distrito de Mariato
Mariato es un distrito panameño, ubicado en la provincia de Veraguas. Está situado en la costa occidental de la península de Azuero. Mariato contaba en 2020 con una población estimada de 5.567 habitantes repartidos en una superficie de 1.381.4 km². El distrito de Mariato fue creado en 2001, a partir del distrito de Montijo, en la región conocida como Quebro, anteriormente segregada de la provincia de Azuero.

## Toponimia
El origen del nombre, tiene varias teorías, la primera establece que, proviene de la palabra María Ato, que hace referencia a una mujer que residía en la región en su actual emplazamiento. La evolución de María Ato a Mariato se explica fácilmente, pues en el español azuerense, es común unir el nombre de las personas con su apodo, formando muchas veces una sola palabra, por lo que la pronunciación de María Ato sería María-ato o Mareato, que a su vez terminaría en la actual acepción de Mariato. Otra versión, refiere que el nombre proviene de un cacique que gobernaba la región a la llegada de los conquistadores españoles.

## Geografía
El distrito de Mariato se localiza en la península de Azuero, en su sección Suroeste. Lo separa del resto de la península, el Macizo de Azuero, el cual comparte con las provincias de Herrera y Los Santos.
La población de Mariato está ubicada en una terraza fluvial formada por los ríos que descienden del Macizo de Azuero. Situada aproximadamente en el norte del distrito, se encuentra en un lugar estratégico del Noroeste peninsular, ya que es paso obligado para ir al sur de la región de Quebro, Los Santos y Herrera. Sus coordenadas son 7º37'00"N y  80°54′00″O. 7°37′N 80°54′O / 7.617, -80.900
El distrito tiene una extensión de 1 408,9 km², que equivale al 13.3% del territorio veragüense.

## Hidrografía
Hidrográficamente, Mariato es una excepción dentro del contexto de Azuero, siendo una de las pocas zonas, que pertenecen a la vertiente del golfo de Montijo. Concretamente, las aguas de la red hidrográfica de Mariato, desembocan directamente en el golfo de Montijo. Los principales ríos de Mariato nacen en el Montuoso o en el Parque nacional Cerro Hoya, entre ellos podemos mencionar, el Tebario, el Gato, el Quebro, el Zuay o Suay, Negro, Torio, Pavo, Playita, Varadero y Sierra.

## Parques nacionales y áreas protegidas
El Parque nacional Cerro Hoya, con una extensión de 32.557 hectáreas, fue creado en el año 1985 en el extremo suroccidental de la península de Azuero, sobre las costas del pacífico panameño. El pico Cerro Hoya, con 1.559 metros, es el más alto de todo Azuero, al que acompañan sus picos vecinos de 1.534 metros y 1.478 metros respectivamente. En este punto se localiza la frontera con el distrito de Tonosí.
El parque es de origen volcánico y está formado por las rocas más antiguas del Istmo que datan del Cretácico superior. La climatología varía mucho de la costa a las cimas. Mientras que en el litoral las temperaturas medias oscilan alrededor de los 26 °C y la precipitación en torno a los 2.000 mm anuales, en las cimas son de 20 °C y de 4.000 mm. Cerro Hoya es una importante reserva hidrológica en los que nacen los más notables ríos de la región como el Tonosí, el Guánico, el Cobachón, el Punta Blanca, el Sierra, el Varadero y el Pavo. Estos cursos de aguas poseen espectaculares cascadas y pozas de aguas transparentes.
Cerro Hoya es un área única en Azuero, pues en sus alturas se puede encontrar clima fresco con bosques nublados, semejantes al de las tierras altas de la cordillera central, y donde las precipitaciones pluviales oscilan entre los 2 mil y 4 mil milímetros anuales, con uno o dos meses de estación seca.
Al norte del distrito, en los distritos de Tebario y parte de LLano de Catival, está el Sitio Ramsar Área de Recursos Manejados (ARM) Humedal Golfo de Montijo, que es un Humedal de Importancia Internacional.
EL distrito de Mariato también cuenta con la Zona Especial de Manejo Marino Costera la Zona Sur de Veraguas, declarada por la Autoridad de los Recursos Acuáticos de Panamá (ARAP), en el año 2008, y que pasó a jurisdicción del Ministerio de Ambiente (MiAmbiente), al crearse esta institución en el año 2015. Esta zona inicia en el pueblo de Palo Seco, inmediatamente donde Finaliza el Sitio Ramsar ARM Humedal Golfo de Montijo, hasta Punta Mariato.

## Fauna
Una rica fauna terrestre, compuesta, principalmente, de aves, como: tucán, gallinazos (buitres), loros, pavón, guacamayo rojo y verde,águila crestada, perdiz de arca, perico carato, torcaza, patos silvestres, mosqueros, pava crestada, tinamús chico y grande y paisana, entre otros. Mamíferos como: venado cola blanca, conejo pintado, saíno, ñeque,  zarigüeya, puma,jaguar, manigordo.  Reptiles: Caimanes, serpientes, tortugas, iguana verde, iguana negra, entre otros. Anfibios: Ranas de flecha, sapos, salamandras. Insectos: mariposas, escarabajos, luciérnagas, grillos, entre otros. La fauna suele ser más abundante en las áreas protegidas del distrito.

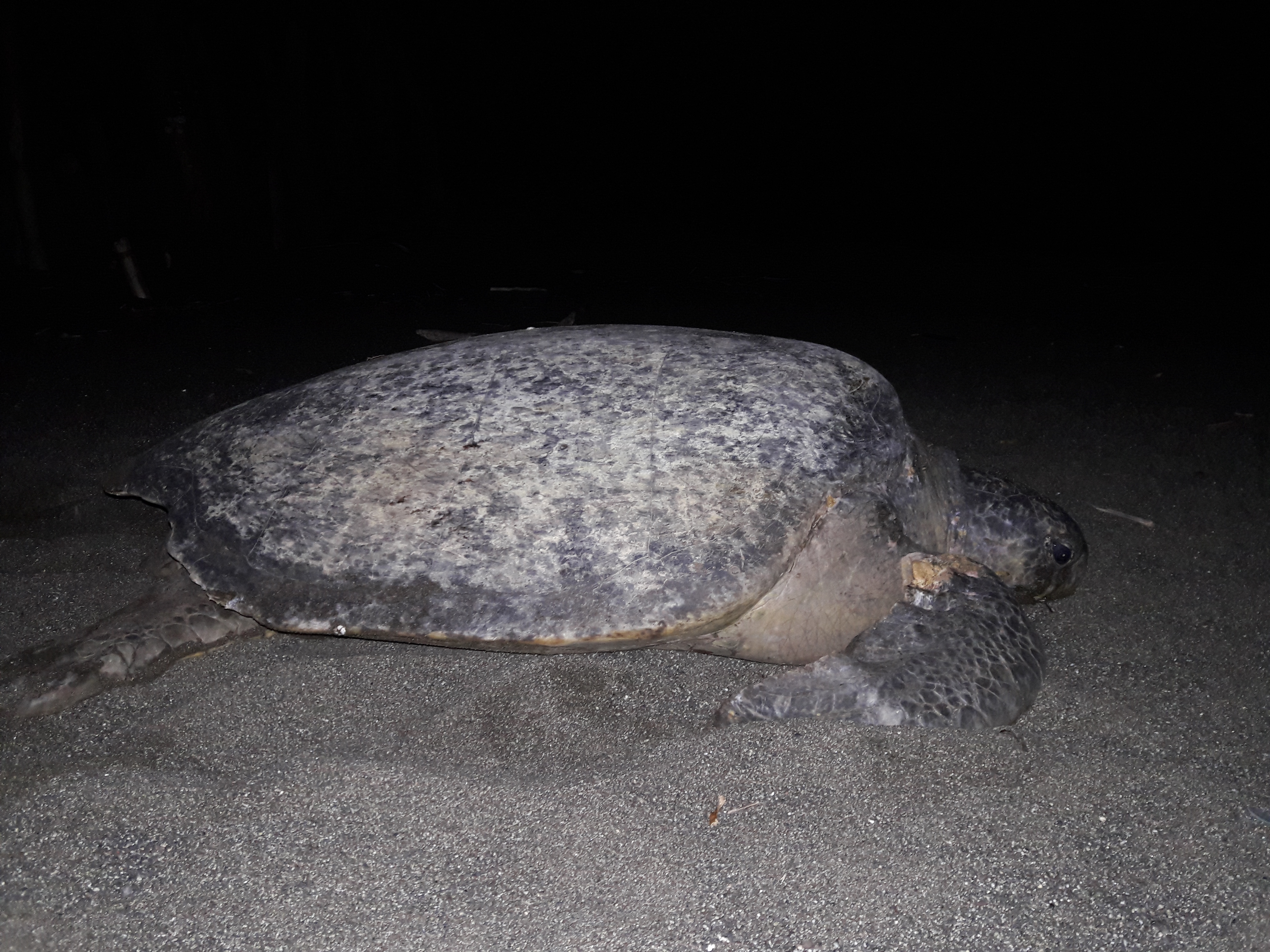
Tortuga verde (Chelonia mydas) anidando en playa Mata Oscura

En las zonas costeras se destaca una rica fauna marina de corales, tortugas marinas (carey, lora, verde y canal), cetáceos, moluscos y peces que se encuentran en este ecosistema acuático, bajo un telón de fondo compuesto por agua prístina, corales, manglares y cayos, todo ello dentro de una banda de litoral ubicada entre las desembocaduras de los ríos Quebro, Pavo, Ventana y Restingue, principalmente.
Mariato, es el único distrito de la Provincia de Veraguas, con 3 proyectos de conservación de tortugas marinas, los cuales son: 
- Proyecto de Conservación de Tortugas y Manejo Sostenible de Playa Mata Oscura (FUNDAT-ECOTORTU)
- Proyecto de Conservación Tortugas Marinas de Playa Malena (ACOPLAMA)
- Proyecto de Conservación de Tortugas de Cascajilloso (MIAMBIENTE)

## Flora
Aunque la mayor parte de las tierras bajas del distrito está constituida por sabanas y potreros, las tierras altas aún poseen una importante cobertura boscosa,  la flora representativa de la región es impresionante, creando ecosistemas complejos como las formaciones de manglares en áreas costeras y las selvas húmedas en las áreas montañosas aún no intervenidas por el hombre. En el Parque nacional Cerro Hoya se han documentado 30 especies de plantas endémicas.
Entre las especies de flora presentes en el distrito encontramos el cuipo, Panamá, caoba, cedro espino, María, espavé, quercus, guayacán espavé, la ceiba, barrigón, roble, pino nacional, helechos, bromelias y orquídeas. Además, en el Parque nacional Cerro Hoya posee la mayor diversidad de epífitas (vegetal que vive sobre otra planta) y palmaceas y los únicos rodales de encinos, árboles con gran potencial maderable, en toda la península de Azuero.

## Clima
Mariato está localizado en la península de Azuero, con la cual comparte algunas características de su clima. De acuerdo con la clasificación climática Köppen, tiene un clima tropical de sabanas Awi. En las costas encontramos el bosque seco premontano, bosque húmedo premontano y el bosque seco tropical; situación que no impide que en las tierras “altas” se establezcan microclimas correspondientes a otro entorno ambiental, tales son los casos del Cerro Hoya y del Montuoso, con clima tropical húmedo Ami, que es el que predomina en este distrito.
Generalmente se distinguen dos estaciones, la seca y la lluviosa. La primera de ellas se extiende desde finales de noviembre hasta inicios de mayo, y la segunda, desde mayo hasta noviembre. En la práctica, las divisiones entre ambas estaciones son cada vez más inciertas, caracterizándose por una temperatura mensual promedio agradable, puesto que se ubica entre los 18 grados centígrados en las zonas montañosas, y los 24 grados centígrados en las áreas costeras.
| Parámetros climáticos promedio de Mariato | Parámetros climáticos promedio de Mariato | Parámetros climáticos promedio de Mariato | Parámetros climáticos promedio de Mariato | Parámetros climáticos promedio de Mariato | Parámetros climáticos promedio de Mariato | Parámetros climáticos promedio de Mariato | Parámetros climáticos promedio de Mariato | Parámetros climáticos promedio de Mariato | Parámetros climáticos promedio de Mariato | Parámetros climáticos promedio de Mariato | Parámetros climáticos promedio de Mariato | Parámetros climáticos promedio de Mariato | Parámetros climáticos promedio de Mariato |
| Mes                                       | Ene.                                      | Feb.                                      | Mar.                                      | Abr.                                      | May.                                      | Jun.                                      | Jul.                                      | Ago.                                      | Sep.                                      | Oct.                                      | Nov.                                      | Dic.                                      | Anual                                     |
| ----------------------------------------- | ----------------------------------------- | ----------------------------------------- | ----------------------------------------- | ----------------------------------------- | ----------------------------------------- | ----------------------------------------- | ----------------------------------------- | ----------------------------------------- | ----------------------------------------- | ----------------------------------------- | ----------------------------------------- | ----------------------------------------- | ----------------------------------------- |
| Temp. máx. media (°C)                     | 32.8                                      | 33.4                                      | 33.0                                      | 34.0                                      | 32.0                                      | 31.6                                      | 30.0                                      | 30.0                                      | 33.6                                      | 29.8                                      | 29.8                                      | 30.2                                      | 34.0                                      |
| Temp. mín. media (°C)                     | 16.2                                      | 15.7                                      | 14.0                                      | 14.3                                      | 14.3                                      | 17.0                                      | 15.5                                      | 16.1                                      | 16.4                                      | 15.8                                      | 17.2                                      | 15.0                                      | 14.0                                      |
| Precipitación total (mm)                  | 24.3                                      | 23.3                                      | 6.5                                       | 10.5                                      | 21.4                                      | 40.1                                      | 65.2                                      | 85.6                                      | 155.0                                     | 188.8                                     | 179.6                                     | 65.4                                      | 865.7                                     |
| Fuente: ETESA 17 de julio de 2010.        |                                           |                                           |                                           |                                           |                                           |                                           |                                           |                                           |                                           |                                           |                                           |                                           |                                           |

## Historia
Conocida como la región de Quebro perteneció a la provincia de Los Santos (antigua provincia de Azuero, segregada de las provincias de Panamá y Veraguas); pero fue retornada a la provincia de Veraguas por la falta de vías de comunicación terrestre que la comunicaran con Los Santos, lo que obligaba a sus habitantes a salir de la región a través de Soná o Montijo, lugares más accesibles por carretera. El distrito de Mariato, se crea bajo la ley N.º 27, del 25 de junio de 2001, al segregar los corregimientos sureños del distrito de Montijo y crear el corregimiento del cacao, segregado del corregimiento de Arenas.
Al crearse el distrito de Mariato, se declaró polo de desarrollo socioeconómico, por lo cual las inversiones industriales, turísticas, pesqueras, agroindustriales y en agricultura de exportación que se realicen en el distrito, son deducibles del impuesto sobre la renta a 10 años a partir de 2001.
El primer alcalde del Distrito de Mariato, fue don Catalino Velásquez (2004-2009), durante los siguientes periodos de gobierno estuvieron los siguientes alcaldes:
2009-2014 Ángel Batista
2014-2019 Ángel Batista
2019-2024 Salomón Moreno (actual)

## Demografía
El distrito de Mariato, tiene una población estimada en 2020, de 5.567 habitantes, de los cuales 3.116 son hombres y 2.451 mujeres, con una densidad de 4.1 hab/km² y 149 lugares poblados. La cabecera del distrito, Mariato, cuenta con 2.526 habitantes, el 43% de la población del distrito.

## Economía
Se basa principalmente en la ganadería, la agricultura, la pesca y el eco-turismo. Desde la creación del distrito se fomenta el eco-turismo. El distrito cuenta con playas vírgenes, manglares, importantes proyectos de conservación de tortugas marinas a nivel nacional, dentro de la Zona Especial de Manejo Marino Costera la Zona Sur de Veraguas y la principal reserva forestal de la península de Azuero, el Parque nacional Cerro Hoya, lo cual lo hace un distrito con potencial turístico.
Los sectores productivos de mayor relevancia en la economía del distrito son la agricultura, ganadería, la pesca y el eco-turismo. Mariato es un productor nacional de arroz, el cual se produce en forma mecanizada, a la vez que se cultivan sandías y melones para la exportación. Otros cultivos de importancia son el maíz, raíces y tubérculos, principalmente para el auto-consumo y el mercado local. La ganadería, principalmente bovina es otra actividad de gran importancia, al igual que la pesca y el eco-turismo.
Las actividades comerciales, aunque reducidas y poco diversificadas contribuyen a la economía del lugar, está representada principalmente por actividades de comercio al por menor de alimentos y algunos suministros.
Una de las actividades que está experimentando mayor dinamismo es en el sector de la construcción y la actividad inmobiliaria caracterizada por la venta de fincas y lotes de terreno para la construcción de casas vacacionales, principalmente para ciudadanos de origen extranjero que se establecen en el lugar como su segunda residencia. En estos momentos existen 12 proyectos inmobiliarios, los cuales se encuentran en sus etapas iniciales de desarrollo.
En Mariato se ha impulsado en los últimos años un turismo basado en la naturaleza, de tipo regenerativo, a través del establecimiento de pequeños hostales y resort de tipo ecológico, al igual que recorridos a senderos y atractivos naturales. Adicionalmente se han desarrollado modelos de turismo rural comunitario, que han representado un ejemplo a nivel nacional, en comunidades como Mata Oscura, Rusia, Higueronoso y Loma de Quebro, que representan un importante impulso a estas comunidades, contribuyendo a la distribución equitativa de las ganancias y a una economía circular. Uno de los modelos más exitosos de turismo rural comunitario lo representa la Eco-Ruta Tortuga, un circuito ubicado en el corregimiento de Quebro. Poblados como Playa Reina, Palo Seco, Malena, Torio, Mata Oscura y Rusia de Quebro, destacan en el tema turístico. Actualmente existe un kiosco de información turística, en el pueblo de Mariato (Cabecera), manejado por la Cámara de Turismo de Mariato (CATUMAR).

## Organización político-administrativa
El distrito de Mariato se divide en cinco corregimientos a saber: Arenas, Llano de Catival, Quebro, Tebario y el Cacao. La cabecera del distrito es Mariato, corregimiento de Llano el Catival.
Las cabeceras de los corregimientos del distrito de Mariato son:
- Mariato o Llano de Catival (cabecera)
- Arenas
- El Cacao
- Loma de Quebro
- Tebario

## Arquitectura
Destaca el edificio del Banco Nacional de Panamá, Instituto de Seguro Agropecuario (ISA), Órgano Judicial, BDA, El Colegio Secundario J.J. Vallarino, la iglesia de San Pablo, en honor al santo patrono, fundada el 17 de marzo de 1994, por Monseñor José Dimas Cedeño, la Junta Comunal de Quebro, en Loma de Quebro, el Centro de Visitantes de la Tortuga Marina FUNDAT-ECOTORTU, en Mata Oscura de Quebro.
El Palacio Municipal de Mariato.
El 3 de marzo de 2021, El Consejo Municipal del Distrito de Mariato, creó la primera Junta de Planificación Municipal y la regulación de sus funciones, mediante Acuerdo Municipal N° 4-2021. Actualmente no existe un Plan de Ordenamiento Territorial, ni otra planificación en cuanto al crecimiento y zonificación del distrito.

## Servicios públicos
Cuenta con un Centro de Salud en Mariato (cabecera) y otro en Loma de Quebro, ambos del Ministerio de Salud, y existen proyectos para construir un hospital en Mariato.
Además se cuenta con una agencia del Banco Nacional de Panamá, inaugurada en el año 2012 y está en construcción el cuartel de bomberos. En Llano Catival, se ubica el colegio secundario J. J. Vallarino, que brinda educación secundaria a todo el distrito. Adicionalmente los corregimientos de Arenas y El Cacao, cuentan con Puestos de Salud. El distrito posee luz eléctrica en todos sus corregimientos. Aún se requiere fortalecer el programa municipal de recolección de basura y disposición final.
Mariato cuenta con una Estación de Policía en cada corregimiento, siendo la sede principal en Mariato (cabecera).
También existe una infoplaza para acceso a Internet en el Municipio de Mariato.

## Transporte y Medios de Comunicación
Existen líneas de autobuses que conectan el distrito con la ciudad de Santiago. El Nombre de dicha Ruta Mariato Santiago, es TRANMSA. También existe la ruta TRAQSA, de Arenas y Quebro, hacia Santiago, y la ruta Tebario-Santiago. Estos buses regularmente son tipo buseta de 15 pasajeros.
Existen taxis particulares, en Mariato (cabecera), que ofrecen el servicio a diferentes puntos del distrito.
Antiguamente existían pistas de aterrizaje para avionetas, en todo el distrito, las cuales fueron muy populares durante los años 70¨s, pero hoy día han caído en desuso y algunas han sido ocupadas como terrenos privados. 
Mariato cuenta con una carretera que la une a la Panamericana la cual está en reparación actualmente. Se ha propuesto construir una carretera que la una a la provincia de Los Santos con Mariato, sin embargo, el impacto, podría ser muy destructivo para las áreas protegidas y las áreas naturales del distrito.  En general, las vías de comunicación del distrito son escasas. 
Se ofrece transporte en lancha a la Isla de Cébaco, partiendo desde Mariato (cabecera), Palo Seco, o Malena.

## Gobernanza ambiental

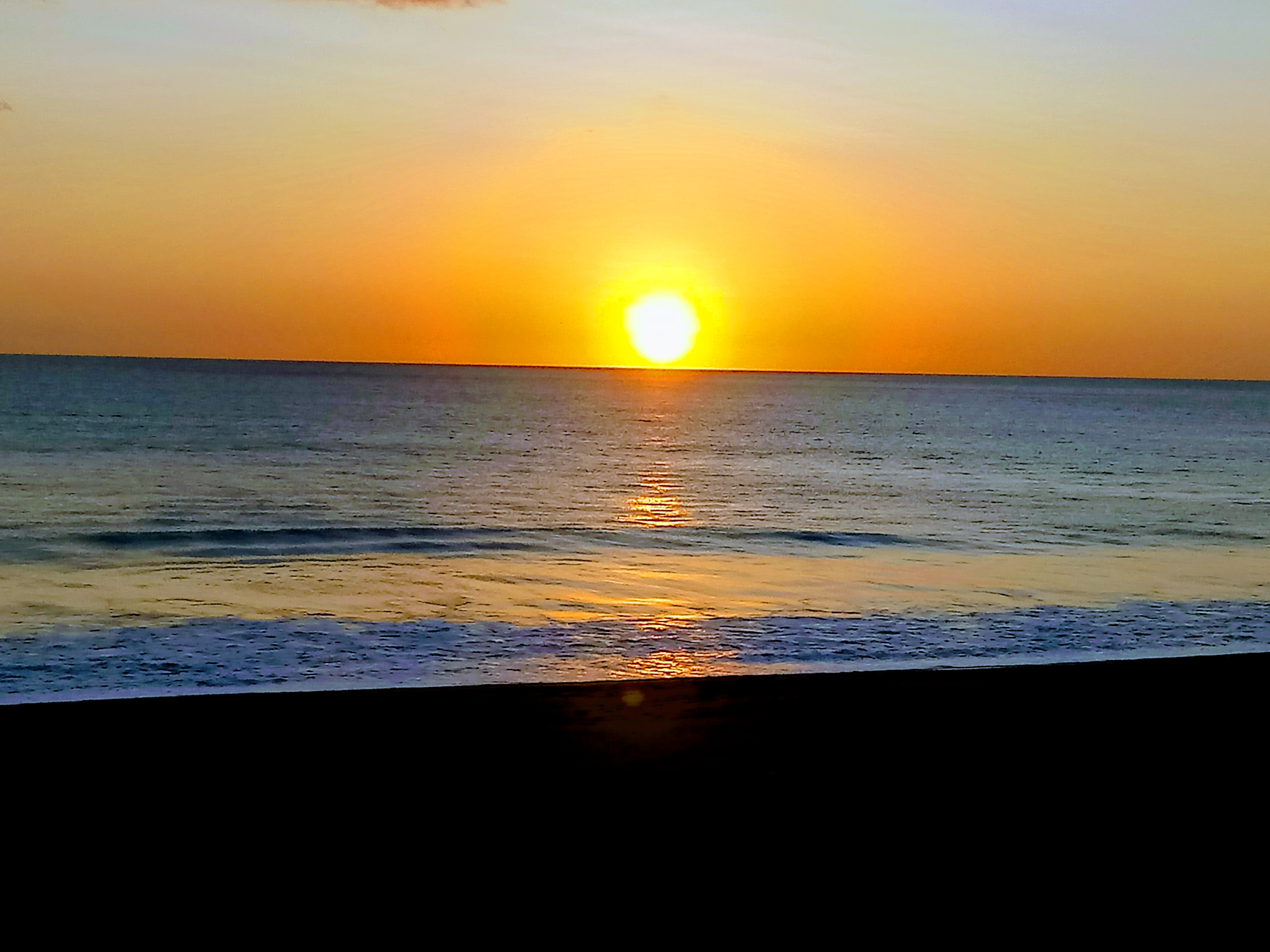
Atardecer en Playa de Mariato

Existe un Comité Zonal, quien coadyuva a la autoridad en el manejo adecuado de la ZEMMC la Zona Sur de Veraguas. Adicionalmente, se tiene participación de la sociedad civil en las Comisiones Consultivas Ambientales, Junta de Planificación Municipal y Comités de Desarrollo Locales.
En cuanto a organizaciones de la sociedad civil, enfocadas a conservación  y desarrollo sostenible podemos mencionar las siguientes:
- Fundación Agua y Tierra (FUNDAT).[21]
- Fundación ECOTORTU
- Asociación Conservacionista de Playa Malena (ACOPLAMA),
- Asociación Agropecuaria, de Pesca y Ecoturística de Quebro (AAPEQ).[22]
- Asociación Mixta Ambiental de Mata Oscura y Morrillo (AMAMM),OBC
- EcoClub Científicos Ambientales de Quebro
- Asociación Agropecuaria y de Pesca de Palo Seco (AAPEPS)
- Comité de Salud de Quebro
- Recicla Costa Bella Azuero OBC
- Asociación Juvenil Unidos por la Conservación y Sostenibilidad Ambiental (CHELONY)

## Cultura

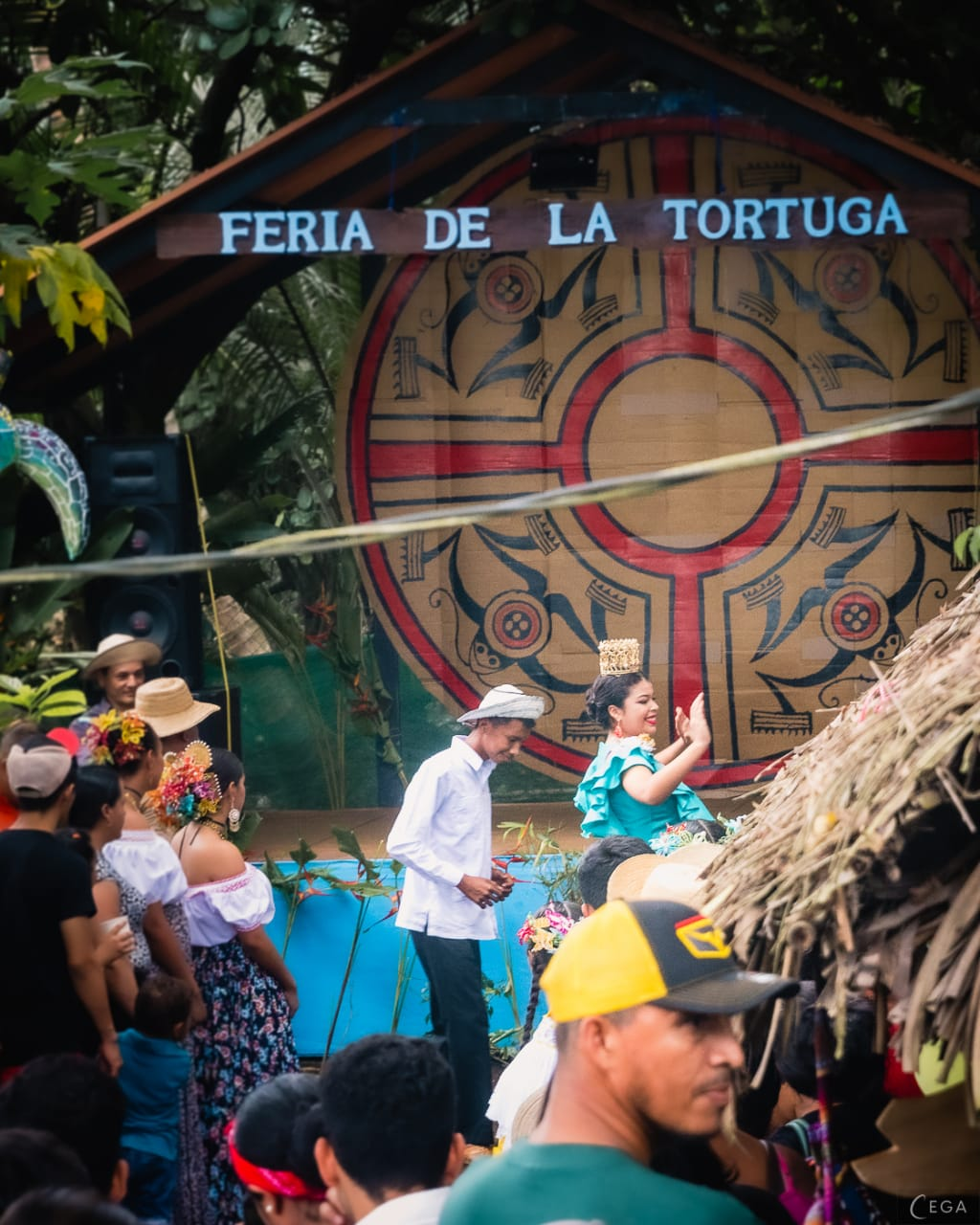
Cada año, a mediados de septiembre, se celebra la Feria de la Tortuga, Foto: Carlos González.

El distrito de Mariato, es parte del ámbito cultural de la Península de Azuero.
En Mariato se cultivan costumbres y tradiciones como: salomas y gritos, canto de décimas y toque de mejorana, tamboritos, bailes folclóricos; y se conservan faenas tradicionales como: piladera de arroz, molienda de caña y fabricación de miel, ordeño manual de vacas, confección de sombrero típico, motetes, entre otras.
Existen eventos importantes como: La fundación del distrito, el  25 de junio, la Feria de la Tortuga Marina en Mata Oscura, a mediados de septiembre, el Mundialito de Lazo en Arenas, fiesta de San Pablo (25 de enero) y la Virgen del Carmen en Mariato Cabecera.
Los conjuntos folclóricos más populares son: Conjunto Folclórico 20 de enero de Angulito, Conjunto Folclórico de Morrillo, Conjunto Folclórico del Colegio Secundario J. J. Vallarino, Tamborito de Pueblo Nuevo de Mariato.
Mariato es tierra de famosos cantadores de décima a nivel nacional como: Hilaria Yayita Murillo "La Reina de la Saloma", Salomón Moreno "El Sabio de la Décima", Onlys Núñez "El Indio Guerrero.